# Жегулин, Семён Семёнович
Семён Семёнович Жегулин (ок. 1733 — 12 мая 1823) — генерал-майор, тайный советник. Правитель Таврической области в 1789—1796 годах, губернатор Белоруссии в 1796—1798 годах.

## Биография
Родился в семье коллежского советника. На военной службе — с 1758 года. В 1780 году служил подполковником Новгородского пехотного полка, 26 ноября 1786 года был награждён орденом Святого Георгия IV класса (за выслугу), в 1788 году получил чин бригадира, 28 сентября того же года был назначен вторым (после Каховского) и последним правителем Таврической области.
Под строительство усадьбы приобрёл у князя Потёмкина обширное (1848 десятин) землевладение под Симферополем, которое простиралось от Феодосийского шоссе до нынешней станции Симферополь-Грузовой. Впоследствии продал имение академику П. С. Палласу. Сейчас о первом владельце напоминает только название Жигулиной Рощи.
Произведён в генерал-майоры 5 февраля 1790 года. Указом Павла I от 12 декабря 1796 года Таврическая область была упразднена, а 6 января 1797 года Семён Семёнович Жегулин был назначен губернатором вновь учреждённой Белорусской губернии и в тот же день был произведён в тайные советники.
На новой должности пару раз вызвал неудовольствие императора и был уволен от службы 12 декабря 1798 года, с обращением получаемого жалования в пенсион. Утверждение, что в 1802—1803 годах Жегулин был могилёвским губернатором, ошибочно, т.к. в эти годы должность занимал Михаил Михайлович Бакунин. После выхода в отставку поселился в Петербурге вместе со своим витебским протеже Марченко.  В 1812 году Жегулин был избран начальником ополчения Таврической губернии.
Скончался в Симферополе, где и был похоронен. Запись о его смерти гласит: «12 мая 1823 года умер тайный советник Семен Жигулин, 90 лет, натурально, не исповедавшись и не причастившись погребен».

## Семья
Жена — Прасковья Семёновна Роговикова (07.05.1756—28.08.1794), дочь крупного откупщика и «обер-директора»; двоюродная сестра Екатерины Ивановны Фонвизиной. Похоронена на Смоленском кладбище в Петербурге. Из детей известны:
- Анна (06.11.1776[16]—27.10.1843), крестница графа Н. Б. Самойлова и А. В. Энгельгардт, фрейлина великой княгини Анны Фёдоровны (1796), вторая жена  князя Петра Фёдоровича Шаховского (1773—1841)[17]. Венчались 10 февраля 1805 года в Петербурге в соборе Св. Исаакия Далматского. Скончалась от водянки, похоронена в Александро-Невской лавре. Их дочери —  Анна (11.08.1807—07.04.1827[18]; фрейлина, умерла от чахотки); Прасковья (24.09.1810[19]—06.02.1831[20]; умерла от чахотки в Женеве) и Александра (01.10.1811[21]—1871), супруга князя С. С. Голицына; сын Николай (15.04.1817[22]).
- Николай (16.04.1778[23]— ?), крестник Н. А. Потемкина и фрейлины двора А. В. Энгельгардт.
- Мария (10.02.1780[24]— ?), окончила с шифром  Смольный Институт (1800).
- Петр (15.11.1781[25]— ?)
- Евдокия (02.11.1783[26]—1863), крестница жены Д. И. Фонвизина, выпускница Смольного Института (1800), супруга (1804) генерала И. И. Ершова.
- Александра (25.09.1785[27]— ?)
- Григорий (1790-7.12.1794, Москва, Новоспасский монастырь)
- Софья (10.03.1793[28]— ?), крестница графини А. В. Браницкой.